# У Шудэ
У Шудэ́ (кит. упр. 吴数德, пиньинь Wú Shùdé, 18 сентября 1959) — китайский тяжелоатлет, олимпийский чемпион.
У Шудэ родился в 1959 году в Наньнине, Гуанси-Чжуанский автономный район. С 1973 года начал посещать Наньнинскую любительскую спортшколу, где занялся тяжёлой атлетикой. В 1977 году вошёл в сборную автономного района. В 1979 году занял второе место на чемпионате мира среди юниоров.
В 1981 году У Шудэ выиграл чемпионат Азии, в 1982 году завоевал золотую медаль Азиатских игр и бронзовую — чемпионата мира. В 1984 году он стал обладателем золотой медали Олимпийских игр в Лос-Анджелесе.